# Hoštka
Hoštka (deutsch Gastorf) ist eine Stadt im Okres Litoměřice in Tschechien.

## Geographische Lage
Die Stadt liegt in Nordböhmen, neun Kilometer nordöstlich von Raudnitz rechts der Elbe oberhalb des Elbtals in 184 m ü. M. Höhe in der Talmulde des Wobroker oder Obertkabaches (Obrtka).

## Geschichte

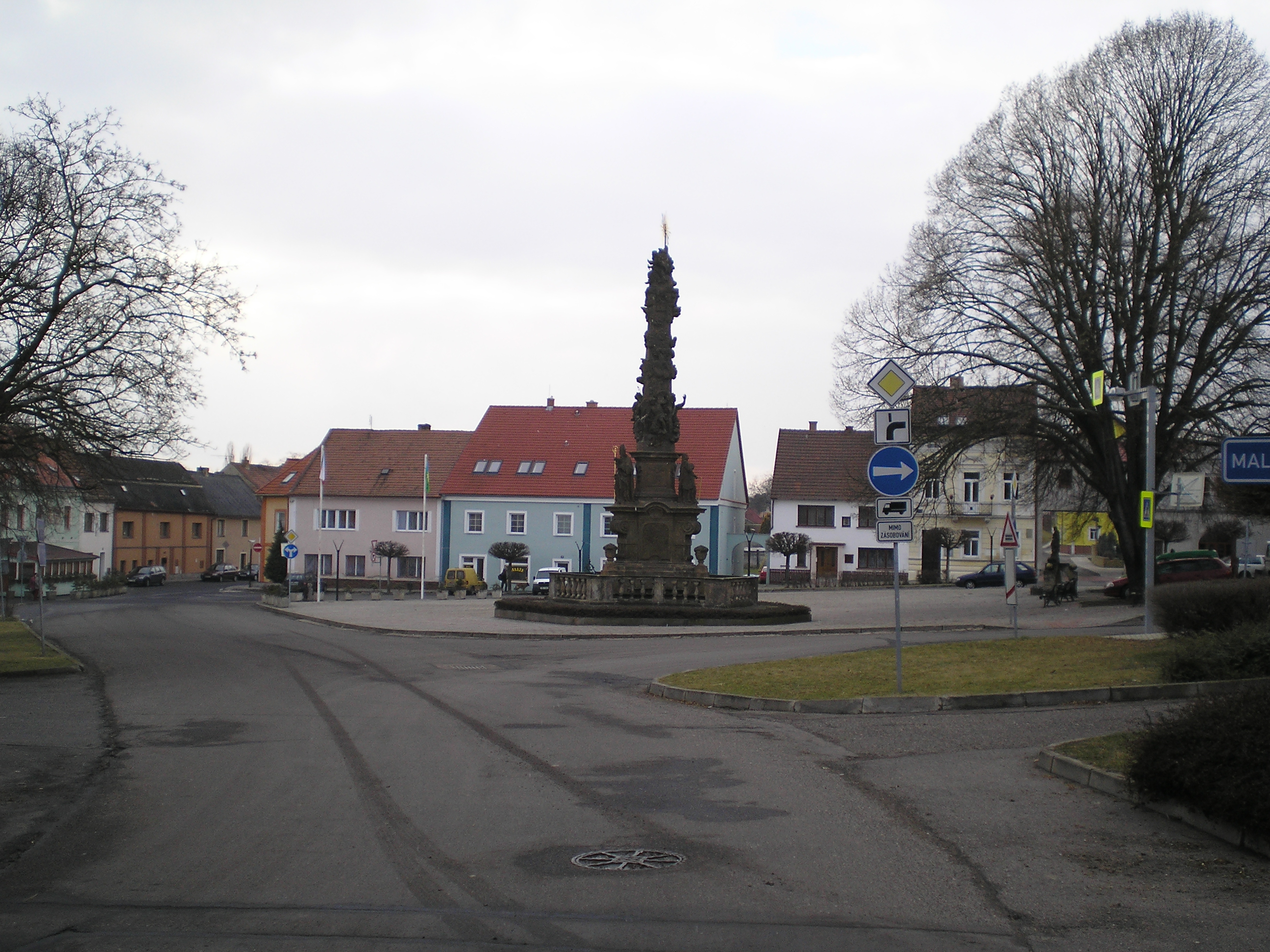
Marktplatz mit Dreifaltigkeitssäule (geschaffen 1737 von dem Bildhauer Mathias Dollinger)

Der Ort lag an einer alten Straße, die von Prag nach Norden führte, und bestand vermutlich schon im 13. Jahrhundert; in der Umgebung wurden Grabstätten und Urnenreste aus dieser Zeit vorgefunden. Angeblich soll Gastorf schon 1266 zur Stadt erhoben worden sein, und zwar nach Schaller auf Bitten der Besitzer der Herrschaft Raudnitz durch König Ottokar II. Přemysl, und einem Adelsgeschlecht Srssa von Laun gehört haben. Jedoch ist dies zweifelhaft, da die erste noch erhaltene urkundliche Überlieferung aus der Mitte des 14. Jahrhunderts stammt. Das Stadtwappen zeigte früher die Zahl 1266. Erwiesen ist, dass die Pfarrkirche bereits 1384 ihren eigenen Seelsorger hatte.
Die Stadt gelangte in den Besitz des Erzbistums Prag und wurde von den Erzbischöfen Johann Očko (im Amt 1364–1378) und Zbynko (im Amt 1402–1411) mit vielen Freiheiten und Sonderrechten ausgestattet. Danach gehörte sie zu der großen Herrschaft Raudnitz-Helfenburg, die 1412 das Bürgerspital stiftete. 1428 fielen die Hussiten in Gastorf ein, wobei es zu einem Gemetzel kam, das nur 30 Einwohner überlebten.
Das Pfarrsiegel von 1558 trägt die Umschrift Gasdorf. Die zweite Hälfte des 16. Jahrhunderts war eine kurze Blütezeit des Städtchens, zahlreiche adlige Personen ließen sich in Gastorf nieder. Der am Markt befindliche Meierhof war 1589 im Besitz der Herren auf Raudnitz.
Am 17. Februar 1621 wurde das Städtchen im Dreißigjährigen Krieg von bayerischen Truppen besetzt und geplündert.
Auch unter den nachfolgenden Kriegen hatten die Bewohner zu leiden. Während des Schwedischen Krieges gingen zahlreiche Häuser in Schutt und Asche. Im Siebenjährigen Krieg erfolgten sehr oft Truppendurchmärsche und am 12. Juli 1778 schlug der österreichische General Laudon in Gastorf sein Hauptquartier auf.
In den Napoleonischen Kriegen war der Ort mit österreichischen und russischen Truppen überfüllt.
Gastorf wurde in den Jahren 1689, 1727, 1843 und 1905 von größeren Bränden heimgesucht. 1832 brach im Ort eine große Choleraepidemie aus.
1853 bekam Gastorf Stadtrecht. Die Stadt bestand zu Beginn des 20. Jahrhunderts aus 245 Häusern und hatte 1.200 Einwohner. Industrieansiedlungen gab es keine. Die Bürger gingen hauptsächliche der Landwirtschaft nach, insbesondere war dies der Wein- und Hopfenanbau.
Bekannt waren auch die Gastorfer Platten, die als „Pflaster-, Sockel- und Fussboden-Platten“ einst in das In- und Ausland versandt wurden. Durch die gute Spaltbarkeit eines hier vorkommenden, mergelhaltigen Sandsteins des Böhmischen Kreidebeckens stellte man die Platten zu Tausenden jährlich her. Jedoch wurde dieses früher sehr schwunghaft betriebene Gewerbe zu Beginn des 20. Jahrhunderts eingestellt.
Insgesamt stagnierte die Entwicklung der Stadt seit dem Ende des 19. Jahrhunderts, die Eisenbahn fuhr im nahe gelegenen Elbtal, wo sich auch die Betriebe ansiedelten. Gastorf fiel in die Bedeutungslosigkeit.
Nach dem Ersten Weltkrieg wurde Gastorf der neu geschaffenen Tschechoslowakei zugeschlagen. 1919 gab es Konflikte in der überwiegend von Deutschen bewohnten Stadt, als eine Schule für die tschechische Minderheit eröffnet wurde. Nach dem Münchner Abkommen gehörte Gastorf von 1938 bis 1945 zum Landkreis Dauba, Regierungsbezirk Aussig, im Reichsgau Sudetenland des Deutschen Reichs.
1945 wurden die deutschen Einwohner vertrieben und Slowaken angesiedelt. Das Stadtrecht ging verloren, es kam zu Problemen bei der Migration und der Ort verfiel. Seit 1970 hatte sich die Situation wieder etwas stabilisiert, es erfolgte der Bau von Wasserleitungen und Kanalisation. Seit dem 10. Oktober 2006 ist Hoštka wieder eine Stadt.

### Demographie
Bis 1945 war Gastorf überwiegend von Deutschböhmen besiedelt.
| Jahr | Einwohner | Anmerkungen                   |
| ---- | --------- | ----------------------------- |
| 1830 | 1026      | in 221 Häusern                |
| 1900 | 1213      | vorwiegend deutsche Einwohner |
| 1930 | 1141      | [ 8 ]                         |
| 1939 | 0950      | [ 8 ]                         |

| Jahr      | 1950 | 1961 | 1970 | 1980 | 1991 | 2001 | 2011 |
| Einwohner | 707  | 781  | 795  | 686  | 545  | 686  | 824  |

## Stadtwappen
Das Wappen zeigt eine zweitürmige Kirche mit dem davor stehenden Hl. Othmar.

## Gemeindegliederung
Die Stadt Hoštka besteht aus den Ortsteilen Hoštka (Gastorf), Kochovice (Kochowitz), Malešov (Malschen) und Velešice (Weleschitz), die zugleich auch Katastralbezirke bilden.

## Sehenswürdigkeiten
- Auf dem Markt befindet sich eine Votivstatue der Heiligen Dreifaltigkeit, die 1737 nach einem Entwurf des Leitmeritzer Bildhauers Mathias Tollinger aus Auschaer Sandstein gefertigt wurde und an drei Brände im Jahre 1735 erinnern soll. 1757 saß Friedrich der Große nach seinem Rückzug in der Schlacht von Kolín auf den Stufen der Statue.
- Die Stadtkirche ist dem Hl. Othmar geweiht. Ihre ältesten Teile stammen aus dem 13. Jahrhundert, eine genaue Jahresangabe 1261 ist nicht belegbar. Der Hauptteil der Kirche wurde zwischen 1703 und 1712 erbaut. Der auf der Turmspitze befindliche Halbmond mit zwölfstrahligem Stern ist ein Wahrzeichen der Stadt und Andenken an die polnischen Fürsten Tarnowski, denen Gastorf und Raudnitz zwischen 1544 und 1575 verpfändet war.
- Auf der Brücke über den Wobrokbach befinden sich drei Heiligenstatuen von 1788.
- Auf der Kleinseite befindet sich die Maria-Himmelfahrts-Kapelle, die zwischen 1756 und 1762 an Stelle eines älteren Kirchleins errichtet wurde. In ihr befindet sich eine hölzerne Madonna aus dem 14. Jahrhundert, die angeblich der Prager Erzbischof Ernst von Pardubitz geschnitzt haben soll.

## Persönlichkeiten
- Johann Joseph Abert (* 1832 in Kochowitz; † 1915), Komponist, Dirigent und Kontrabassist
- Anna Cernohorsky (1909–2022), Supercentenarian
- Karl Bilek (1932–2022), Gynäkologe in Leipzig